# 克才城址
克才城址，位于中国青海省共和县曲沟乡克才村，为第七批青海省文物保护单位，公布日期为2004年5月10日，类型为古遗址。
克才城址的历史年代为唐（始建）。